# منتوحتب الرابع
 منتوحتب الرابع نبتاويري  آخر ملوك مصر من الأسرة الحادية عشر، الذي حكمها لمدة 7 سنوات من عام 1998 ق.م إلى 1991 ق.م، ولم يكن اسمه مسجلاً في بردية تورينو، إلا أن هناك القليل من الكتابات عنه في وادي الحمامات التي تسجل بعثاته إلى البحر الأحمر لطلب الحجارة للمعابد الملكية، وهو ابن منتوحتب الثالث.
على الرغم من غموض غيابه من قوائم الملوك الرسمية في أبيدوس إلا أن النقوش تشير إلى تنظيمه لحملة كبيرة إلى وادي الحمامات، خلال السنة الثانية من عهده بقيادة وزيره أمنمحات، الذي خلف منتوحتب الرابع ليصبح أمنمحات الأول أول ملوك الأسرة الثانية عشرة. يعتقد بعض علماء المصريات أن أمنمحات اغتصب العرش أو تولى السلطة بعد وفاة منتوحتب الرابع بلا وريث. لا توجد حاليًا أي أدلة أثرية أو نصية لإثبات أن منتوحتب أطيح به بواسطة وزيره أو أنه اختار أمنمحات ليكون خليفته المعين. كما لم يتم العثور على موميائه أو مكان دفنه.